# Joshua N. Haldeman
Joshua Norman Haldeman (25 de novembre de 1902 - 13 de gener de 1974) va ser un quiropràctic, aviador i polític nord-americà d'origen canadenc i sud-africà. Es va involucrar en la política canadenca, donant suport al moviment tecnocràcia, abans de traslladar-se a Sud-àfrica el 1950. A Sud-àfrica va ser partidari de l'apartheid i va promoure una sèrie de teories de la conspiració. Pilot des de 1948, va morir en un accident d'avió el 1974. Haldeman és l'avi matern de l'empresari Elon Musk.

## Primera vida i educació
Haldeman va néixer el 1902 a Pequot Lakes, Minnesota, del pare John Elon Haldeman i de la mare Almeda Jane (Norman) Haldeman. Tenia una germana, també anomenada Almeda. Quan tenia dos anys, al seu pare li van diagnosticar diabetis⁣; en un esforç per tractar el seu marit, la seva mare va estudiar a l'escola de quiropràctica d'EW Lynch a Minneapolis i es va guanyar el títol de quiropràctic el 20 de gener de 1905. La família es va traslladar a Saskatchewan, on es va convertir en la primera quiropràctica registrada al Canadà. John Haldeman va morir el 1909 i Almeda Haldeman es va tornar a casar amb Heseltine Wilson; Joshua Haldeman va créixer al seu ranxo.
Haldeman va assistir a diversos col·legis i universitats, com ara Moose Jaw College, Regina College, Manitoba Agricultural College i la Universitat de Chicago. Es va graduar el 1926 a la Palmer School of Chiropractic de BJ Palmer, amb seu a Iowa. Haldeman va seguir sent amic de Palmer i usuari del neurocalòmetre, un dispositiu que Palmer va llogar als practicants.

## Carrera inicial
Després d'un breu temps exercint com a quiropràctic, Haldeman es va concentrar en l'agricultura, però la Gran Depressió li va fer perdre la granja a mitjans dels anys trenta, després de la qual cosa va treballar en varietat de feines, com ara vaquer i rodeo, abans de reprendre la seva carrera com a quiropràctic.
Professionalment, Haldeman va representar Saskatchewan durant l'organització del Dominion Council of Canadian Chiropractors (DCCC), més tard la Canadian Chiropractic Association, i va ser elegit representant provincial el 1943. Va ser membre fundador de la junta del Canadian Memorial Chiropractic College. El 1947 va ser elegit vicepresident de la DCCC, i de 1948 a 1950 va ser el seu representant designat a la Junta de Control de l'Associació Internacional de Quiropràctics (ICA).

## Activitat política al Canadà
De 1936 a 1941, va estar involucrat en la Technocracy Incorporated de Howard Scott, que va portar a la seva detenció el 8 d'octubre de 1940 a Vancouver per la Royal Canadian Mounted Police amb un càrrec de pertinença a una organització il·legal. Technocracy Incorporated havia estat prohibida al Canadà després de l'inici de la Segona Guerra Mundial, ja que l'organització es considerava subversiva a l'esforç bèl·lic. Joshua va ser retornat a Regina i alliberat amb una fiança de 8.000 dòlars. Al judici, va ser multat pel seu paper d'"escriure, publicar o fer circular" un document titulat "Declaració de patriotisme per part dels que eren tecnòcrates", que el tribunal va considerar que podria causar "desafecció a Sa Majestat".
El 1941, va renunciar a aquest grup i durant dos anys va intentar formar el seu propi partit polític, publicant un butlletí titulat Total War & Defense. Com a anticomunista declarat, Haldeman es va oposar a la declaració de suport de Technocracy Incorporated a la Unió Soviètica després de la invasió alemanya de la Unió Soviètica el 1941. El gendre de Haldeman, Errol Musk, va afirmar el 2024 que Haldeman simpatitzava amb l'Alemanya nazi durant la Segona Guerra Mundial. El 1943, Haldeman es va unir al Partit del Crèdit Social del Canadà i va servir com a líder del Partit del Crèdit Social de Saskatchewan, però no va ser elegit a la circumscripció electoral de Yorkton a les eleccions generals de Saskatchewan de 1948.
Durant aquesta època, Haldeman va fer formalment declaracions que desincentivaven l'⁣antisemitisme anteriorment prevalent al partit. No obstant això, també va pronunciar un discurs defensant la decisió d'un diari del partit de publicar els Protocols dels Ancians de Sió, una farsa antisemita que reclamava l'existència imaginada d'una conspiració jueva internacional per governar el món. En el seu discurs, Haldeman va dir "que el pla descrit en aquests protocols s'ha desenvolupat ràpidament en el període d'observació d'aquesta generació". Més tard afirmaria que l'apartheid Sud-àfrica liderava la "civilització cristiana blanca" contra la "conspiració internacional" dels banquers jueus i les "hordes de gent de color" que deia que controlaven.
A les eleccions federals canadenques de 1945, va fer una oferta per un escó al parlament federal, col·locant quart al príncep Albert amb el 4,3% dels vots. El 1946, va citar a la premsa l'oposició del partit al comunisme. Va ser president del consell nacional del partit fins al 1949, quan va dimitir.

## Sud-àfrica
El 1950, la família es va traslladar a Sud-àfrica, on va obrir una clínica quiropràctica a Pretòria. Va exercir com a secretari de l'Associació Sud-africana de Quiropràctics (SACA) de 1952 a 1959, després de la qual en va ser el president fins a 1969.
Haldeman era partidari de les polítiques d'apartheid de Sud-àfrica i del governant Partit Nacional de Sud-àfrica, i va dir a un periodista del diari Die Transvaler: "Enlloc de que l'actitud del govern em mantingués fora de Sud-àfrica, va tenir precisament l'efecte contrari: em va animar a venir a establir-me aquí". El 1951, va escriure un article sobre Sud-àfrica per al diari de Saskatchewan, el Regina Leader-Post, defensant l'apartheid i escrivint sobre els sud-africans negres: "Els nadius són molt primitius i no s'han de prendre seriosament... Alguns són força intel·ligents en una feina rutinària, però el millor d'ells no pot assumir la responsabilitat i abusarà de l'autoritat. L'actual govern de Sud-àfrica sap com gestionar la qüestió nativa".
Més tard, va autopublicar dos llibres al·legant conspiracions internacionals: The International Conspiracy to Establish a World Dictatorship and the Menace to South Africa (1960) i "The International Conspiracy in Health", que especulava sobre la fluoració, les vacunacions i les assegurances de salut.

## Vida personal i mort
Haldeman es va casar amb Eve Peters el 1927. El seu primer fill, Joshua Jerry Noel Haldeman, va néixer el 1934. La parella es va separar el 1937. Es va tornar a casar el 1942 amb Winnifred Josephine Fletcher, una professora de dansa, amb qui va tenir 4 fills, incloses les filles bessones, Maye i Kaye, nascudes el 1948. A través de la seva filla Maye, el seu net és el multimilionari empresari Elon Musk.
Per facilitar el viatge entre casa seva i la pràctica a Regina i els seus diversos altres compromisos, inclòs l'ICA a Davenport, Iowa, Haldeman va prendre classes de vol, va obtenir la llicència de pilot el 1948 i va comprar un avió monomotor. Ell i la seva segona dona es van fer coneguts com a entusiastes del vol, van fer una gira per Amèrica del Nord i, a mitjans dels anys 50, van coescriure un llibre titulat The Flying Haldemans: Pity the Poor Private Pilots. Els Haldeman van continuar volant molt després de traslladar-se a Sud-àfrica. El 1954, van volar unes 30.000 milles fins a Austràlia i tornar a través d'Àsia, possiblement el viatge més llarg d'un pilot privat en un avió monomotor. A partir de 1953, també van emprendre una dotzena d'expedicions a la recerca de la "Ciutat perduda del Kalahari". Haldeman va cofundar l'Associació de Propietaris i Pilots d'Aeronaus de Sud-àfrica i va exercir de representant al Consell Assessor d'Aviació Civil i al Comitè de Normes de Navegació Aèria de Sud-àfrica. El 1956, també va empatar al primer lloc a la tercera edició del Ral·li transafrican Alger-Ciutat del Cap, conduint un Ford Ranch-Wagon 5.4L.
El 13 de gener de 1974, ell i un passatger van morir quan les rodes del seu avió es van quedar atrapades en una línia elèctrica durant un aterratge d'entrenament.